# لوز آکوستا
لوز آکوستا (اسپانیایی: Luz Acosta‎؛ زادهٔ ۲۲ دسامبر ۱۹۸۰) وزنه‌بردار زن اهل مکزیک است.
وی در مسابقات کشوری و بین‌المللی در مجموع برندهٔ ۲ مدال برنز شده‌است.